# Ефект на Зейгарник
Ефекта на Зейгарник е наречен на името на откривателката си руската психоложка Блюма Зейгарник. В своята работа тя установява, че изследваните лица без значение от техния пол, възраст си спомнят по-добре незавършените задачи, отколкото завършените задачи. При серия от експерименти, в които Зейгарник и сътрудниците ѝ прекъсват на част от изследваните лица наполовина задачите, те установяват, че когато са прекъснати и работата е останала недовършена, именно тогава те си спомнят най-добре каква е била прекъсната задача и с по-голяма честота. В другата група (където задачите не са прекъснати) се установява, че лицата трудно или изобщо не могат да си спомнят за изпълнените задачи.